# Agoniella podagrica
Agoniella podagrica là một loài bọ cánh cứng trong họ Chrysomelidae. Loài này được Gestro miêu tả khoa học năm 1896.